# Otinotus campbelli
Otinotus campbelli är en insektsart som beskrevs av William Lucas Distant. Otinotus campbelli ingår i släktet Otinotus och familjen hornstritar. Inga underarter finns listade i Catalogue of Life.